# Marion County (Illinois)
Das Marion County ist ein County im US-amerikanischen Bundesstaat Illinois. Im Jahr 2010 hatte das County 39.437 Einwohner und eine Bevölkerungsdichte von 26,8 Einwohnern pro Quadratkilometer. Der Verwaltungssitz (County Seat) ist Salem.

## Geografie
Das County liegt im mittleren Süden von Illinois. Es hat eine Fläche von 1481 Quadratkilometern, wovon neun Quadratkilometer Wasserfläche sind. An das Marion County grenzen folgende Nachbarcountys:
|                   | Fayette County   |              |
| Clinton County    |                  | Clay County  |
| Washington County | Jefferson County | Wayne County |

## Geschichte
Das Marion County wurde am 24. Januar 1823 aus Teilen des Jefferson- und Fayette County gebildet. Benannt wurde es nach Francis Marion, einem Offizier der Kontinentalarmee im Amerikanischen Unabhängigkeitskrieg.
Die ersten Siedler waren 1811 ein Samuel Young und sein Sohn, deren Haus bei dem großen Erdbeben von 16. November 1811 in Missouri komplett zerstört worden war, auf der Suche nach einer neuen Heimat. Zu dieser Zeit war Illinois noch kein Bundesstaat. 1813 ließ er seine Familie nachkommen und im Frühling 1814 brachten sie die erste Saat aus.

## Demografische Daten
Nach der Volkszählung im Jahr 2010 lebten im Marion County 39.437 Menschen in 16.108 Haushalten. Die Bevölkerungsdichte betrug 26,8 Einwohner pro Quadratkilometer. In den 16.108 Haushalten lebten statistisch je 2,41 Personen.
Ethnisch betrachtet setzte sich die Bevölkerung zusammen aus 93,5 Prozent Weißen, 4,1 Prozent Afroamerikanern, 0,4 Prozent amerikanischen Ureinwohnern, 0,6 Prozent Asiaten sowie aus anderen ethnischen Gruppen; 1,4 Prozent stammten von zwei oder mehr Ethnien ab. Unabhängig von der ethnischen Zugehörigkeit waren 1,5 Prozent der Bevölkerung spanischer oder lateinamerikanischer Abstammung.
23,0 Prozent der Bevölkerung waren unter 18 Jahre alt, 59,1 Prozent waren zwischen 18 und 64 und 17,9 Prozent waren 65 Jahre oder älter. 51,2 Prozent der Bevölkerung war weiblich.

Das jährliche Durchschnittseinkommen eines Haushalts lag bei 40.097 USD. Das Pro-Kopf-Einkommen betrug 21.418 USD. 16,5 Prozent der Einwohner lebten unterhalb der Armutsgrenze.

## Ortschaften im Marion County
Citys
- Centralia1
- Kinmundy
- Salem
- Wamac2

Villages
| - Alma - Central City - Farina3 - Iuka | - Junction City - Kell - Odin - Patoka | - Sandoval - Vernon - Walnut Hill |

Unincorporated Communities
| - Cartter - Cravat - Fairman - Finney Heights | - Glen Ridge - Greendale4 - Helm - Slap Out | - Suburban Heights - Tonti |

1 – teilweise im Clinton, Washington und im Jefferson County

2 – überwiegend im Clinton County

3 – überwiegend im Fayette County

4 – teilweise im Clay County

## Gliederung
Das Marion County ist in 17 Townships eingeteilt:
| Township           | Einwohner (2010) | FIPS     |
| ------------------ | ---------------- | -------- |
| Alma Township      | 836              | 17-00932 |
| Carrigan Township  | 380              | 17-11436 |
| Centralia Township | 15.042           | 17-12177 |
| Foster Township    | 379              | 17-27195 |
| Haines Township    | 1.002            | 17-32187 |
| Iuka Township      | 999              | 17-37946 |
| Kinmundy Township  | 1.186            | 17-40130 |
| Meacham Township   | 375              | 17-47826 |
| Odin Township      | 1.722            | 17-55223 |

| Township           | Einwohner (2010) | FIPS     |
| ------------------ | ---------------- | -------- |
| Omega Township     | 501              | 17-56055 |
| Patoka Township    | 1.038            | 17-58070 |
| Raccoon Township   | 1.541            | 17-62445 |
| Romine Township    | 514              | 17-65455 |
| Salem Township     | 9.286            | 17-67249 |
| Sandoval Township  | 2.322            | 17-67457 |
| Stevenson Township | 1.301            | 17-72598 |
| Tonti Township     | 1.013            | 17-75744 |
|                    |                  |          |